# Lukáš Langmajer
Lukáš Langmajer (* 25. srpna 1980 Plzeň) je český herec.

## Život
Narodil se 25. srpna 1980 v Plzni. Je mladším bratrem českého herce Jiřího Langmajera a synem plzeňskeho operetního pěvce Jiřího Langmajera staršího.
Do povědomí veřejnosti se dostal v roce 2008, kdy získal spolu s Kryštofem Hádkem hlavní roli ve filmu Bobule. Mezi jeho další známé filmové role patří farář Petr Šoustal v trilogii Babovřesky či číšník v Románu pro muže. Od roku 2020 do roku 2022 hrál roli Viléma Fialy v seriálu Slunečná.
Také se věnuje automobilovému závodění v rallye, závodil rovněž ve Škoda Octavia Cupu.